# Cork Hibernians FC
Cork Hibernians Football Club byl irský fotbalový klub z města Cork, který existoval v letech 1957–1977. Jednou se stal irským mistrem (1970–71), dvakrát získal irský pohár FAI Cup (1972, 1973). Čtyřikrát startoval v evropských pohárech, ve Veletržním poháru 1970/71 vypadl v prvním kole s Valencia CF, v Poháru mistrů evropských zemí 1971/72 rovněž v prvním kole s Borussií Mönchengladbach, v Poháru vítězů pohárů 1972/73 vyřadil Pezoporikos Larnaca a vypadl ve druhém kole s Schalke 04, ve stejném poháru 1973–74 pak ztroskotal v úvodním kole na Baníku Ostrava. Roku 1977 klub zanikl kvůli finančním problémům. V irské lize při svém nástupu střídal Cork Athletic FC, naopak po jeho zániku ho nahradil Albert Rovers FC.